# San Nicolò di Comelico
San Nicolò di Comelico là một đô thị ở tỉnh Belluno trong vùng Veneto, có vị trí cách khoảng 130 km về phía bắc của Venice. Tại thời điểm ngày 31 tháng 12 năm 2004, đô thị này có dân số 3.000 và diện tích 24,3 km².
San Nicolò di Comelico giáp các đô thị: Comelico Superiore, Danta di Cadore, Kartitsch (Austria), Obertilliach (Austria), San Pietro di Cadore, Santo Stefano di Cadore.